# Liste de composés organiques C18
| Liste de composés organiques                                                                     |
| C 2 C3 C4 C5 C6 C7 C8 C9 C10 C11 C12 C13 C14 C15 C16 C17 C18 C19 C20 C21 C22 C23 C24 C25 C26 C27 |

| Formule chimique    | Nom                           | Numéro CAS  |
| ------------------- | ----------------------------- | ----------- |
| C18H10Cl2F5N5S      | pyriprole                     | 394730-71-3 |
| C18H12Cl2F3N3O      | bixafen                       | 581809-46-3 |
| C18H12Cl2N2O        | boscalid                      | 188425-85-6 |
| C18H12CuN2O2        | oxine-cuivre                  | 10380-28-6  |
| C18H12NNaO3         | naptalam-sodium               | 132-67-2    |
| C18H13ClF3NO7       | fluoroglycofen-éthyle         | 77501-90-7  |
| C18H13NO3           | naptalam                      | 132-66-1    |
| C18H14BrCl2N5O2     | chlorantraniliprole           | 500008-45-7 |
| C18H14F3NO2         | flurtamone                    | 96525-23-4  |
| C18H15ClFNO3        | flumipropyn                   | 84478-52-4  |
| C18H15ClN2O5        | Cintofen                      | 130561-48-7 |
| C18H15ClSn          | chlorure de fentine           | 639-58-7    |
| C18H15F3O4          | difenopenten                  | 81416-44-6  |
| C18H15N2O2S         | étoricoxib                    | 202409-33-4 |
| C18H15P             | triphénylphosphine            | 603-35-0    |
| C18H15Sn            | fentine                       | 668-34-8    |
| C18H16ClNO4S        | fenthiaprop-éthyle            | 66441-11-0  |
| C18H16ClNO5         | fenoxaprop-P-éthyle           | 71283-80-2  |
| C18H16ClNO5         | fenoxaprop-éthyle             | 66441-23-4  |
| C18H16F3NO4         | picoxystrobin                 | 117428-22-5 |
| C18H16N2O6S         | sulfate de 8-hydroxyquinoline | 134-31-6    |
| C18H16OSn           | hydroxyde de fentine          | 76-87-9     |
| C18H17Cl2NO3        | benzoylprop-éthyle            | 22212-55-1  |
| C18H17F4NO2         | beflubutamid                  | 113614-08-7 |
| C18H17FN4O2S        | thidiazimine                  | 123249-43-4 |
| C18H17NO3           | isoxadifen-éthyle             | 163520-33-0 |
| C18H18ClNO5         | benzoximate                   | 29104-30-1  |
| C18H18N2O5S         | cyprosulfamide                | 221667-31-8 |
| C18H18O3            | flurénol-butyl                | 2314-09-2   |
| C18H18O6            | diapocynine                   | 29799-22-2  |
| C18H19ClN2O2        | halofenozide                  | 112226-61-6 |
| C18H19N3O3          | imazaquin-méthyle             | 81335-43-5  |
| C18H19NO4           | kresoxim-méthyle              | 143390-89-0 |
| C18H20Cl2           | éthyl-DDD                     | 72-56-0     |
| C18H20F4O3          | métofluthrine                 | 240494-70-6 |
| C18H20ClN3O3        | pyribencarb                   | 799247-52-2 |
| C18H20N2O4S         | métilsulfate de difenzoquat   | 43222-48-6  |
| C18H20O4            | diofénolan                    | 63837-33-2  |
| C18H21ClO4          | barthrine                     | 70-43-9     |
| C18H21NO4           | oxycodone                     | 76-42-6     |
| C18H22ClNO3         | cloquintocet-mexyle           | 99607-70-2  |
| C18H22FN5O8S        | flucetosulfuron               | 412928-75-7 |
| C18H22N2O           | malonoben                     | 10537-47-0  |
| C18H22N2O2S         | pyributicarb                  | 88678-67-5  |
| C18H23NO4           | cocaéthylène                  | 529-38-4    |
| C18H23N3O4          | pefurazoate                   | 101903-30-4 |
| C18H24ClN3O         | tebufenpyrad                  | 119168-77-3 |
| C18H24ClN3O         | ipconazole                    | 125225-28-7 |
| C18H24FN3O3S        | benthiavalicarb-isopropyle    | 177406-68-7 |
| C18H24N2O4          | isoxaben                      | 82558-50-7  |
| C18H24N2O6          | dinocap                       | 39300-45-3  |
| C18H24O             | bakuchiol                     | 10309-37-2  |
| C18H25NO            | dextrométhorphane             | 125-71-3    |
| C18H25N5O5          | orysastrobine                 | 248593-16-0 |
| C18H25N5O5          | orysastrobine                 | 248593-16-0 |
| C18H26ClN3          | chloroquine                   | 54-05-7     |
|                     | diphosphate de chloroquine    | 50-63-5     |
| C18H26Cl2O3         | 2,4-DB-isoctyl                | 1320-15-6   |
| C18H26FN3O6         | méricitabine                  | 940908-79-2 |
| C18H26N2O5S         | furathiocarb                  | 65907-30-4  |
| C18H26N4O6S         | cétotiamine                   | 137-76-8    |
| C18H26N10O3         | nétropsine                    | 554-32-5    |
| C18H26O             | tripropindan                  | 6682-77-5   |
| C18H26O2            | empenthrin                    | 54406-48-3  |
| C18H26O2            | cinmethylin                   | 87818-31-3  |
| C18H27ClO3          | mecoprop-isoctyle             | 28473-03-2  |
| C18H27NO3           | capsaïcine                    | 404-86-4    |
| C18H28ClNO2         | terbuchlor                    |             |
| C18H28ClNO3S        | cloproxydim                   | 95480-33-4  |
| C18H28N2O3          | iprovalicarb                  | 140923-17-7 |
| C18H28O2            | acide stéaridonique           | 20290-75-9  |
| C18H28O2            | kinoprène                     | 42588-37-4  |
| C18H28O3S           | sulfoxide                     | 120-62-7    |
| C18H30O2            | acide α-linolénique           | 463-40-1    |
| C18H30O3            | hormone juvenile I            | 13804-51-8  |
| C18H32O2            | acide linoléique              | 60-33-3     |
| C18H32O2            | gossyplure                    | 50933-33-0  |
| C18H32O2S           | triprene                      | 40596-80-3  |
| C18H32O16           | erlose                        | 13101-54-7  |
| C18H32O16           | raffinose                     | 512-69-6    |
| C18H33NaO7S (n = 3) | laureth sulfate de sodium     | 9004-82-4   |
|                     | éthoxysulfate d’alcool        | 3088-31-1   |
| C18H34O2            | acide élaïdique               | 112-79-8    |
| C18H34O2            | acide oléique                 | 112-80-1    |
| C18H34O2            | hexalure                      | 23192-42-9  |
| C18H34OSn           | cyhexaétain                   | 13121-70-5  |
| C18H35NO            | Dodémorphe                    | 1593-77-7   |
| C18H35NO2           | spiroxamine                   | 118134-30-8 |
| C18H36BrN           | bromure de piproctanyl        | 56717-11-4  |
| C18H36N             | piproctanyl                   | 69309-47-3  |
| C18H36N9P3          | apholate de méthyle           | 3527-55-7   |
| C18H36O2            | acide stéarique               | 57-11-4     |
| C18H37NO            | aldimorph                     | 91315-15-0  |
| C18H38N3NaO2        | dodicin-sodium                | 59079-49-1  |
| C18H38NO3P          | buminafos                     | 51249-05-9  |
| C18H39N3O2          | dodicin                       | 6843-97-6   |
| C18H40ClN3O2        | hydrochlorure de dodicin      | 18205-85-1  |
| C18H41N7            | guazatine                     | 108173-90-6 |
| C18H41N7            | iminoctadine                  | 13516-27-3  |